# Meloe scabriusculus
Meloe scabriusculus – gatunek chrząszcza z rodziny oleicowatych. Zamieszkuje zachodnią część Palearktyki, od Półwyspu Iberyjskiego po Azję Środkową.

## Taksonomia
Gatunek ten opisany został po raz pierwszy w 1832 roku przez Johanna Friedricha von Brandta i Wilhelma Ferdinanda Erichsona. W 1911 roku Edmund Reitter włączył go do nowego podrodzaju Meloe (Eurymeloe). Richard Brent Selander w pracach z 1985 i 1991 roku na podstawie badań morfologii stadiów larwalnych proponował wyniesienie kilku podrodzajów Meloe, w tym Eurymeloe do rangi odrębnych rodzajów. Taka klasyfikacja jednak nie przyjęła się. W 2021 roku Alberto Sánchez-Vialas i współpracownicy opublikowali jednak wyniki molekularnej analizy filogenetycznej Meloini, na podstawie których znów zaproponowano wyniesienie licznych podrodzajów Meloe, w tym Eurymeloe, do rangi odrębnych rodzajów.

## Morfologia
Chrząszcz o ciele długości od 9 do 28 mm. Ubarwienie ma czarne i prawie matowe, czasem z niebieskim połyskiem na pokrywach. Czułki są sznurkowate, o walcowatych członach równej grubości, z których pierwszy jest tak szeroki jak długi. U samców czułki są nieco bardziej masywne niż u samic. Głowa jest duża, niemal tak szeroka jak przedplecze. Na czole nie występują wgłębienia. Ciemię jest uwypuklone i pozbawione wklęśnięcia na środku. Za małymi i płaskimi oczami leżą długie skronie. Powierzchnia głowy jest gęsto i drobno punktowana, wyraźnie mikrorzeźbiona. Przedplecze jest szersze niż dłuższe, z szeroko zaokrąglonymi i nabrzmiałymi kątami tylnymi. Powierzchnia przedplecza jest punktowana gęsto i drobno oraz mikrorzeźbiona podobnie do głowy. Jego tylnym brzegiem biegnie wąska listewka krawędziowa. Pokrywy są skrócone, drobno i płytko pomarszczone oraz wyraźnie mikrorzeźbione, pozbawione guzków czy wyraźnych punktów. Odnóża ostatniej pary mają biodra tak szerokie jak długie, a golenie o ostrodze wierzchołkowej zewnętrznej dłuższej i grubszej od wewnętrznej. Odwłok jest duży, zwłaszcza u samic silnie rozdęty.

## Ekologia i występowanie
Owad ten zasiedla trawiaste stoki, skraje zarośli i miedze na terenach od nizinnych do podgórskich. Okres aktywności owadów dorosłych przypada na kwiecień i maj.
Gatunek palearktyczny. W Europie znany jest z Francji, Niemiec, Szwajcarii, Austrii, Włoch, Polski, Czech, Słowacji, Węgier, Ukrainy, Rumunii, Bułgarii, Słowenii, Chorwacji, Bośni i Hercegowiny, Czarnogóry, Serbii, Albanii, Macedonii Północnej, Grecji oraz europejskiej części Rosji. W Afryce Północnej podawany był z Maroka. W Azji stwierdzono jego występowanie w Turcji, na Syberii, w Kazachstanie, Uzbekistanie i Iranie.
W Polsce podawany jest z nielicznych stanowisk rozproszonych w różnych częściach kraju, przy czym brak jest rekordów XXI-wiecznych, a część rekordów historycznych wynikać może z pomylenia go z M. brevicollis. Na „Czerwonej liście gatunków zagrożonych Republiki Czeskiej” umieszczony jest jako gatunek narażony na wymarcie (VU).